# كيكوال ذنبي
كيكوال ذنبي  (الاسم العلمي:Quisqualis caudata) هي نوع نباتي يتبع جنس الكيكوال من الفصيلة القمبريطية. 